# Código de Procedimientos Penales de Honduras
El Código de Procedimientos Penales de Honduras o Código Procesal Penal de Honduras de 1985.
La democracia se re instauró en Honduras en 1982, mismo año en que se emitió la nueva Constitución de la República de Honduras y nuevas leyes; en las cuales el presente Código de Procedimientos Penales fue debatido y acordado mediante Decreto n.º 189-84 por el Poder Legislativo de Honduras y publicado en el Diario Oficial La Gaceta n.º 24,556 de fecha miércoles 27 de febrero de 1984. Entrando en vigencia en los tribunales del país en fecha 13 de marzo de 1985 y derogando al Código de Instrucción Criminal de Honduras de 1904.
Este Código fue derogado cuando entró en vigor el Código Procesal Penal de Honduras de 1999.